# Edward Rimkus
Edward William Rimkus (* 10. August 1913 in Schenectady, New York; † 17. Mai 1999 in Long Beach, Kalifornien) war ein US-amerikanischer Bobfahrer.
Rimkus studierte Physik an der St. Lawrence University in Canton (New York). Dort gehörte er der Football- und der Leichtathletik-Mannschaft an. 1938 machte er seinen Abschluss und arbeitete als Ingenieur für den Konzern General Electric. Den Bobsport übte Rimkus nur zwei Jahre lang aus. Er gehörte dem Team von Francis Tyler an und qualifizierte sich als Zweiter der AAU-Meisterschaften 1947 für die Olympischen Winterspiele im darauf folgenden Jahr. In St. Moritz gewann er die Goldmedaille im Viererbob.